# Premi d'Honor de les Lletres Catalanes
O Premi d'Honor de les Lletres Catalanes (Prêmio de Honra das Letras Catalãs) é uma distinção cultural instituída em 1969 pela entidade Òmnium Cultural e pela qual é reconhecido a cada ano alguém que se tenha distinguido por seu trabalho literário, científico, ou intelectual, escrito em língua catalã.
O prêmio consiste em uma soma de 10.000 Euros, e não pode ser dividido e tampouco ser declarado sem vencedor; é concedido com base no veredito de um júri integrado por nove membros da Junta Consultora Òmnium Cultural, na qual estão representados diferentes âmbitos da língua e da cultura catalã.

## Premiados
- 1969 Jordi Rubió i Balaguer (historiador e bibliólogo)
- 1970 Joan Oliver (Pere Quart) (Escritor)
- 1971 Francesc de Borja Moll i Casasnovas (filólogo e editor)
- 1972 Salvador Espriu i Castelló (escritor)
- 1973 Josep Vicenç Foix (escritor)
- 1974 Manuel Sanchis i Guarner (filólogo e historiador)
- 1975 Joan Fuster i Ortells (escritor)
- 1976 Pau Vila i Dinarés (geografo e pedagogo)
- 1977 Miquel Tarradell (arqueólogo)
- 1978 Vicent Andrés Estellés (escritor)
- 1979 Manuel de Pedrolo i Molina (escritor)
- 1980 Mercè Rodoreda (escritora)
- 1981 Josep Maria de Casacuberta (filólogo e editor)
- 1982 Josep Maria Llompart (escritor)
- 1983 Ramon Aramon i Serra (filólogo)
- 1984 Joan Coromines i Vigneaux (filólogo)
- 1985 Marià Manent (escritor)
- 1986 Pere Calders i Rossinyol (escritor)
- 1987 Enric Valor i Vives (gramático e escritor)
- 1988 Xavier Benguerel (escritor)
- 1989 Marià Villangòmez (escritor)
- 1990 Miquel Batllori i Munné (historiador)
- 1991 Miquel Martí i Pol (poeta)
- 1992 Joan Triadú i Font (pedagogo)
- 1993 Tomàs Garcés i Miravet (poeta)
- 1994 Jordi Sarsanedas (escritor)
- 1995 Antoni Cayrol (Jordi-Pere Cerdà) (poeta)
- 1996 Josep Benet i Morell (historiador)
- 1997 Avel·lí Artís-Gener (Tísner) (escritor)
- 1998 Joaquim Molas (historiador)
- 1999 Josep Palau i Fabre (poeta y ensaista)
- 2000 Josep Vallverdú i Aixalà (escritor e pedagogo)
- 2001 Teresa Pàmies i Bertran (escritora)
- 2002 Josep Maria Espinàs (escritor)
- 2003 Antoni Badia i Margarit (filólogo)
- 2004 Joan Francesc Mira (escritor)
- 2005 Feliu Formosa (escritor, tradutor e diretor cênico)
- 2006 Josep Termes Ardèvol (historiador)
- 2007 Baltasar Porcel Pujol (escritor)
- 2008 Montserrat Abelló (poeta e tradutora)
- 2009 Joan Solà i Cortassa (filólogo)
- 2010 Jaume Cabré i Fabré (escritor)
- 2011 Albert Manent (escritor e filólogo)
- 2012 Josep Massot (filólogo, historiador e editor)
- 2013 Josep Maria Benet (dramaturgo)
- 2014 Raimon (cantor e compositor)
- 2015 Joan Veny i Clar (filólogo)
- 2016 Maria Antònia Oliver Cabrer (romancista e tradutora)
- 2017 Isabel Clara Simó (escritora, dramaturga e jornalista)
- 2018 Quim Monzó (escritor) [2]
- 2019 Marta Pessarrodona i Artigues (poetisa, escritora e tradutora)
- 2020 Enric Casasses i Figueres (Poeta, tradutor, narrador, ensaísta, dramaturgo, editor literário e colunista)
- 2021 Maria Barbal i Farré (escritora e professora)
- 2022 Antònia Vicens i Picornell (escritora)